# Szczepan Andrzejewski
Szczepan Andrzejewski (ur. 13 stycznia 1892 w Łodzi, zm. 4 listopada 1950 w Woźnikach) – polski malarz, członek szkoły monachijskiej.

## Życiorys
7 maja 1912 roku rozpoczął studia w Klasie Rysunku na Królewskiej Akademii Sztuk Pięknych w Monachium. Studiował u Karla Rauppa. W 1914 roku wrócił do Łodzi, gdzie był nauczycielem wychowania plastycznego w gimnazjum. W roku 1923 założył prywatną szkołę sztuk pięknych przy ul. Kilińskiego 141, a w roku 1933 letnią szkołę w Woźnikach.
W roku 1939 i 1942 został aresztowany przez gestapo i osadzony w więzieniu policyjnym w Radogoszczu koło Łodzi. Dnia 4 czerwca 1943 roku został deportowany do obozu koncentracyjnego Auschwitz, gdzie musiał pracować w obozowej pralni. W chwilach wolnych malował portrety współwięźniów, pejzaże i sceny z życia obozowego. Dnia 26 sierpnia 1944 roku został przewieziony do obozu Kaufering VI koło Türkheim, będącego podobozem KL Dachau. Tam pracował przymusowo w należącej do SS fabryce porcelany w Allach (SS-Porzellanmanufaktur Allach), dekorując figurki i przedmioty codziennego użytku nazistowskimi wzorami.
W październiku 1945 wrócił do Woźnik, gdzie jeszcze przez kolejne lata tworzył dzieła poświęcone codziennemu życiu więźniów w obozach koncentracyjnych.
Andrzejewski był przede wszystkim cenionym pejzażystą, ale także autorem martwych natur, scen symbolicznych i portretów. 
W dorobku artystycznym Andrzejewskiego znajdują się powstałe po drugiej wojnie światowej prace w stylu późnego impresjonizmu, których tematami są pejzaże, wiejskie widoki i portrety mieszkańców wsi. 
Jego prace znajdują się w Muzeum Sztuki w Łodzi, w Muzeum Okręgowym w Sieradzu oraz w Państwowym Muzeum Auschwitz-Birkenau w Oświęcimiu.
Został pochowany na cmentarzu parafialnym w Męce Księżej.